# Dieter Laser
Dieter Laser (Kiel, 1942. február 17. – Berlin, 2020. február 29.) német színész.

## Fontosabb filmjei
Mozifilmek
- Katharina Blum elvesztett tisztessége (Die verlorene Ehre der Katharina Blum) (1975)
- A beépített ember (The Man Inside) (1990)
- Találkozás Vénusszal (Meeting Venus) (1991)
- Kaspar Hauser (1993)
- A rémkirály (Der Unhold) (1996)
- A nagylányok nem sírnak (Große Mädchen weinen nicht) (2002)
- A nyolcadik halálos bűn: A Toscanai körhinta (Die 8. Todsünde: Das Toskana-Karussell) (2002)
- Balti vihar (Baltic Storm) (2003)
- Az emberi százlábú 3. (The Human Centipede III (Final Sequence)) (2015)
- November (2017)

Tv-filmek
- Peer Gynt (1971)
- A sivatag túszai (Gefangen im Jemen) (1999)

Tv-sorozatok
- Tetthely (Tatort) (1975, 2002, két epizódban)
- Egy világjáró viszontagságai (Kreuzfahrten eines Globetrotters) (1980–1981, négy epizódban)
- A Bohóc (Der Clown) (1998, egy epizódban)
- A rendőrség száma 110 (Polizeiruf 110) (1998, egy epizódban)

## További információ
- Dieter Laser a PORT.hu-n (magyarul)
- Dieter Laser az Internetes Szinkronadatbázisban (magyarul)
- Dieter Laser az Internet Movie Database-ben (angolul)
- Dieter Laser a Rotten Tomatoeson (angolul)